# Ta druga
Ta druga – drugi album studyjny polskiej piosenkarki Kaśki Sochackiej. Wydawnictwo ukazało się 15 listopada 2024 nakładem wytwórni muzycznej Jazzboy Records w dystrybucji e-Muzyka.
Album jest utrzymany w stylu muzyki pop. Składa się z wersji standardowej (1 CD).
Płyta zadebiutowała na 1. miejscu polskiej listy sprzedaży – OLiS. Wydawnictwo uzyskało status platynowej płyty, przekraczając liczbę 30 tysięcy sprzedanych kopii.
Nagrania były promowane singlami: „Madison”, „Szum”, „Zdjęcia”, „Komary”, „Strona B” i „Spokojnie”.

## Lista utworów
Opracowano na podstawie materiału źródłowego.
| Ta druga – Wersja standardowa | Ta druga – Wersja standardowa | Ta druga – Wersja standardowa | Ta druga – Wersja standardowa                                                                                         | Ta druga – Wersja standardowa |
| Nr                            | Tytuł utworu                  | Słowa                         | Muzyka | Długość                       |
| ----------------------------- | ----------------------------- | ----------------------------- | --- | ----------------------------- |
| 1.                            | „Słodkich snów”               | Katarzyna Sochacka-Kasznia    | Katarzyna Sochacka-Kasznia                                                                                            | 3:43                          |
| 2.                            | „Komary”                      | Katarzyna Sochacka-Kasznia    | Katarzyna Sochacka-Kasznia, Aleksander Świerkot                                                                       | 3:45                          |
| 3.                            | „Szum”                        | Katarzyna Sochacka-Kasznia    | Katarzyna Sochacka-Kasznia, Aleksander Świerkot                                                                       | 3:53                          |
| 4.                            | „Madison”                     | Katarzyna Sochacka-Kasznia    | Katarzyna Sochacka-Kasznia, Aleksander Świerkot                                                                       | 4:05                          |
| 5.                            | „Ego”                         | Katarzyna Sochacka-Kasznia    | Katarzyna Sochacka-Kasznia, Aleksander Świerkot                                                                       | 3:35                          |
| 6.                            | „Wszystko”                    | Katarzyna Sochacka-Kasznia    | Katarzyna Sochacka-Kasznia, Aleksander Świerkot                                                                       | 4:06                          |
| 7.                            | „Strona B”                    | Katarzyna Sochacka-Kasznia    | Katarzyna Sochacka-Kasznia                                                                                            | 4:39                          |
| 8.                            | „Spokojnie”                   | Katarzyna Sochacka-Kasznia    | Katarzyna Sochacka-Kasznia                                                                                            | 3:58                          |
| 9.                            | „Finał”                       | Katarzyna Sochacka-Kasznia    | Katarzyna Sochacka-Kasznia                                                                                            | 5:10                          |
| 10.                           | „Zdjęcia”                     | Katarzyna Sochacka-Kasznia    | Katarzyna Sochacka-Kasznia, Aleksander Świerkot                                                                       | 3:07                          |
| 11.                           | „Femme Fatale”                | Katarzyna Sochacka-Kasznia    | Katarzyna Sochacka-Kasznia                                                                                            | 3:21                          |
| 12.                           | „Ctrl+Alt+Del”                | Katarzyna Sochacka-Kasznia    | Katarzyna Sochacka-Kasznia, Aleksander Świerkot, Magdalena Laskowska, Lesław Matecki, Paweł Harańczyk, Andrzej Rajski | 3:42                          |
|                               |                               |                               | | 47:04                         |

## Promocja

### Ta druga Tour
Opracowano na podstawie materiału źródłowego.
| Data             | Miejscowość | Obiekt                             |
| ---------------- | ----------- | ---------------------------------- |
| 12 marca 2025    | Kraków      | Klub Studio                        |
| 13 marca 2025    | Wrocław     | Centrum Koncertowe A2              |
| 14 marca 2025    | Wrocław     | Centrum Koncertowe A2              |
| 22 marca 2025    | Gdańsk      | Stary Maneż                        |
| 23 marca 2025    | Gdańsk      | Stary Maneż                        |
| 24 marca 2025    | Gdańsk      | Stary Maneż                        |
| 31 marca 2025    | Kraków      | Centrum Kongresowe ICE Kraków      |
| 1 kwietnia 2025  | Zabrze      | Dom Muzyki i Tańca                 |
| 12 kwietnia 2025 | Poznań      | Sala Ziemi                         |
| 13 kwietnia 2025 | Poznań      | Sala Ziemi                         |
| 14 kwietnia 2025 | Bydgoszcz   | Sisu Arena                         |
| 10 maja 2025     | Łódź        | Wytwórnia                          |
| 11 maja 2025     | Łódź        | Wytwórnia                          |
| 12 maja 2025     | Gliwice     | PreZero Arena Gliwice (Mała Arena) |
| 21 maja 2025     | Lublin      | Centrum Spotkania Kultur           |
| 22 maja 2025     | Lublin      | Centrum Spotkania Kultur           |
| 24 maja 2025     | Wrocław     | Narodowe Forum Muzyki              |

## Pozycje na listach sprzedaży
| Kraj   | Lista (2024)             | Najwyższa pozycja |
| ------ | ------------------------ | ----------------- |
| Polska | OLiS – albumy            | 1                 |
| Polska | OLiS – albumy fizycznie  | 1                 |
| Polska | OLiS – albumy w streamie | 2                 |

| Kraj   | Lista (2024)            | Pozycja |
| ------ | ----------------------- | ------- |
| Polska | OLiS – albumy           | 17      |
| Polska | OLiS – albumy fizycznie | 9       |

## Certyfikat
| Kraj          | Certyfikat      | Sprzedaż |
| ------------- | --------------- | -------- |
| Polska (ZPAV) | platynowa płyta | 30 000+  |

## Wyróżnienia
| Rok  | Konkurs                 | Kategoria       | Rezultat  |
| ---- | ----------------------- | --------------- | --------- |
| 2025 | Bestsellery Empiku 2024 | Muzyka pop/rock | Nominacja |
| 2025 | Fryderyki 2025          | Album roku pop  | Wygrana   |